# 策划 (小品)
策划为赵本山、宋丹丹及牛群于2007年中国中央电视台春节联欢晚会上所表演的一段喜剧小品，为说事儿的续集。小品讲述了“名人夫妇”白云（宋丹丹饰演）以及黑土（赵本山饰演）在参加崔永元的节目之后自封为“名人”，后他们家里的公鸡意外“下蛋”了，于是又一段有意思的故事发生了。

## 情节
策划所说的是“名人夫妇”白云（宋丹丹饰演）以及黑土（赵本山饰演）在参加崔永元的节目之后自封为“名人”，后他们家里的公鸡意外“下蛋”了，摄影记者（牛群饰演）听到后来给予采访。另外，同历届赵本山的小品一样，《策划》中所提及的“太有才了”成为了风靡中国大陆一时的网络术语。

## 相关
- 喜剧小品
- 赵本山
- 宋丹丹
- 牛群
- 说事儿
- 昨天 今天 明天